# Gaishorn (szczyt)
Gaishorn – szczyt w Alpach Algawskich, części Alp Bawarskich. Leży na granicy między Austrią (Tyrol), a Niemcami (Bawaria).